# Duran Duran (album)
Duran Duran – debiutancki album rockowego brytyjskiego zespołu Duran Duran, który ukazał się 15 czerwca 1981 r.

## Zawartość
Album był nagrywany na przełomie 1980 i 1981 roku w studiach Red Bus, Utopia, Chiping and Norton Studios. Zawierał 9 utworów:
- Girls On Film (trzeci singiel z 25 lipca, zawierał dodatkowo utwory Faster Than Light i dłuższą, użytą w nieocenzurowanej wersji teledysku, wersję Girls On Film)
- Planet Earth (pierwszy singiel z 21 lutego, wydany 21 lutego 1981 roku, wraz z utworami Late Bar i remiksem Planet Earth)
- Anyone Out There
- To The Shore
- Careless Memories (drugi singiel z 9 maja, poświęcony Jane Khan, właścicielce sklepu Khan & Bell w Birmingham, gdzie ubierali się muzycy new romantic)
- Fame – cover utworu Davida Bowie z 1975 roku, napisanego wspólnie z Johnem Alomarem i Johnem Lennonem)
- Nightboat (teledysk w reżyserii Russela Mulcahy'ego)
- Sound Of Thunder
- Tel Aviv (w przeciwieństwie do pierwotnej wersji AIR Studios z 29 czerwca 1980 roku, bardziej pogodny, łączący w sobie elementy muzyki elektronicznej, arabskiej i poważnej, stonowany rytmicznie)

Album wywołał entuzjazm i stał się jednym z klasycznych albumów dekady, rozpowszechnił w Wielkiej Brytanii i całej Europie Zachodniej nowofalowy nurt new romantic. W utworze Planet Earth pojawia się fraza "like some new romantic", dodana przez wokalistę i autora tekstu, Simona Le Bona, tuż po przeczytaniu artykułu na temat innego zespołu ruchu New Romantic, Spandau Ballet (nazwę New Romantic wymyślili dziennikarze, szukając miana dla nowego nurtu muzycznego, powstałego na przełomie lat 70. i 80.). Płyta szybko uczyniła z kwintetu Duran Duran megagwiazdę, idola nastolatków, a nawet samej księżnej Diany. Zespół szybko okrzyknięto najlepiej ubraną grupą roku. Album stał się niezmiernie popularny w Australii, w Wielkiej Brytanii, a nawet w Japonii. Tuż po wydaniu płyty grupa rozpoczęła małą trasę koncertową po USA.
Ostatnia, bogata reedycja z 2010 roku zawiera niepublikowane dotąd materiały: sesję AIR Studios
z 29 lipca 1980 roku, sesję demo z pamiętnego 8 grudnia 1980 roku (śmierć Johna Lennona), tzw. Manchester Square Demos (Anyone Out There, Planet Earth z dodatkową trzecią zwrotką tekstu, która nie pojawia się w oryginalnej wersji, Friends Of Mine, singlowy Late Bar), nagranie z programu Peter Powell Session z 19 czerwca 1981 roku, wytransmitowane 11 sierpnia 1981 roku (Nightoat, Girls On Film, Anyone Out There, Like An Angel). Poza tym na płycie znajdują się strony B singli i singlowe wersje utworów. Na reedycji jednak nie pojawiło się nagranie z programu Peter Powell Show z 16 stycznia 1981 roku.

## Lista utworów
1. Girls on Film – 3:36
2. Planet Earth – 4:03
3. Anyone Out There – 4:05
4. To the Shore – 3:50
5. Careless Memories – 3:55
6. Night Boat – 5:25
7. Sound of Thunder – 4:07
8. Friends of Mine – 5:45
9. Tel Aviv – 5:17